# 산와대부
산와머니는 대한민국에 진출한 일본계 대부업체 산와대부의 브랜드이다. 시장점유율은 1위인 러시앤캐시에 이어 2위로, 순이익 면에서는 2013년 업계 1위를 차지하기도 했다(2013년 순이익 1527억원).

## 산와대부
산와대부는 2002년에 설립되었으며, 일본 SF코퍼레이션(SFコーポレーション, 구 명칭은 산와파이낸스(三和ファイナンス)의 한국법인이다. 일본 산와그룹이 100% 출자한 페이퍼컴퍼니 '유나이티드'가 지분 약 94%를 보유하여 최대주주로 있고, 야마다 쿠이치로라는 일본인이 4.8%의 지분을 보유하고 있다. 하지만 일본 법인은 2011년 8월 파산하고, 대한민국에서는 2위 업체로 성업 중이다.

## 사업
러시앤캐시와 가장 큰 경영상의 차이로는, 러시앤캐시는 자금 거의 대부분을 대한민국 내의 금융권으로부터 조달하는 반면, 산와머니는 무차입경영을 목표로 해왔다는 점이다. 산와머니는 자금 거의 대부분을 일본의 대주주로부터 조달하는 보수적인 정책을 써왔기 때문에 재무건전성이 뛰어나고, 영업 정지 등 위기상황에 강한 면을 보였다. 또한 산와머니는 대한민국 내의 대부업체 가운데 처음으로 자기자본 1조원을 넘어선 업체이기도 하다.

## 광고
TV 광고에서 한채영, 최민식 등의 톱스타를 기용해온 러시앤캐시와 달리, 컴퓨터그래픽을 이용한 콩 모양 캐릭터들이 등장하여 노래를 한다. 이들은 예능사무소인 센큐샤(先駆舎)의 일러스트레이터 누카가 코우지(額賀剛治)가 그린 빈즈 군(ビーンズ君)이라는 캐릭터로, 한국은 물론 일본 광고에서도 공통으로 등장한다. 광고에서는 이들이 산에 올라가 기타를 치며 '산와 산와 산와머니 산와 산와 믿으니까, 우~ 걱정 마세요~ 대출은 든든한 산와머니!'라며 노래부르는 것이나 놀이공원에서 '산와 산와 산와머니 산와 산와 믿으니까, 우~ 걱정 마세요~ 대출은 든든한 산와머니!'라고 노래를 부르는 장면도 나오며, 그 테마송은 기억에 쉽게 남는 멜로디로 해외에서도 많은 인기를 끈 일이 있다.

## 같이 보기
- 해피 트리 프렌즈
- 대부업
- 러시앤캐시

- 제3금융권

- 리드코프